# Carlos III de Francia
Carlos III (en francés: Charles III), conocido como «el Simple» (7 de enero o 17 de septiembre de 879-Péronne, Somme, 7 de octubre de 929), fue un rey de Francia Occidental perteneciente a la dinastía carolingia que gobernó desde finales del siglo IX a principios del X.
Este hijo póstumo del rey Luis II el Tartamudo (fallecido el 10 de abril de 879) y de su segunda esposa Adelaida. Fue descartado fácilmente del trono por los grandes del reino tras la desaparición, en 882 y 884, de sus medios hermanos del primer matrimonio real, Luis III y Carlomán II. Las necesidades imperiosas de defensa en ese convulso período, bajo la triple amenaza de vikingos, sarracenos y húngaros, difícilmente parecían compatibles con la subida al trono de un niño muy joven. Por lo tanto, Carlos fue puesto en 885 bajo la tutela del emperador Carlos III el Gordo. Tras la destitución y abdicación de este último, el robertino Eudes, valiente defensor de París sitiado por los normandos durante el invierno de 885-886, fue elegido rey en febrero de 888.
Consagrado rey de los francos occidentales el 28 de enero de 893 por el arzobispo de Reims Fulquerio el Venerable, el joven Carlos sólo pudo reinar sobre todo el reino a partir de la muerte de Eudes acaecida el 3 de enero de 898, cuando apenas contaba con doce años. (Luego fue también rey de Lotaringia de 911 a 923). Bajo su reinado, los poderosos principados de Flandes, Borgoña, Aquitania y la Francia robertina, adaptados a los tiempos convulsos, afirmaron su independencia y su poder en la vida política del reino. El poder real experimentó así enormes dificultades para imponerse debido a las múltiples rivalidades.
El final del reinado, que vio el predominio de un consejo soberano de origen lotaringio, fue catastrófico. Primero, Carlos fue depuesto por los grandes del reino el 30 de junio de 922. Luego,  la batalla de Soissons el 15 de junio de 923, sin un vencedor decisivo, abrió el camino a innumerables reyertas y querellas que trajeron la ruina del partido real y alimentaron las ambiciones de los conspiradores. Finalmente, la buena voluntad pacificadora de Carlos, abandonado, fue engañada. Atraído a una reunión de mediación a fines del verano de 923, el soberano fue capturado durante una emboscada organizada por Herberto II de Vermandois, quien lo dejó vegetando en cautiverio en Péronne hasta su muerte en 929, aunque su carcelero, por un tiempo en conflicto con Raul de Borgoña, pretendió restaurarlo en su trono en 927. Su esposa Edgiva de Wessex, hija Eduardo el Viejo, rey de Wessex desde 899, buscó refugio en Inglaterra. Con ella iba su hijo, el futuro Luis IV de Francia, también llamado Luis de Ultramar, en referencia a ese exilio.

## Biografía
Consigue resolver el problema de las invasiones vikingas que desde hacía mucho tiempo eran un problema grave para el reino. En 911, en virtud del Tratado de Saint-Clair-sur-Epte, acordado con el caudillo vikingo Rollón, Normandía se convierte en un ducado, a cambio de la promesa de Rollón de acabar con el pillaje en las orillas del Sena, de convertirse al cristianismo y de casarse con Gisela de Francia, la primera hija de Carlos III y su primera esposa.
Sin embargo se muestra impotente ante las dinastías feudales que se constituyen al abrigo de los numerosos torreones, y debe luchar contra los grandes del reino, sobre todo contra Gilberto de Lotaringia, Raúl de Borgoña y el futuro Roberto I de Francia (hermano de Eudes de Francia y abuelo de Hugo Capeto).
A la muerte de Luis IV, último rey carolingio de Germania, Carlos III reivindica para sí la región de Lorena, de la que se convierte en rey, haciendo valer sus derechos al imperio, pero es derrotado por el germano Enrique el Cazador de Aves o el Pajarero.
Roberto I de Francia, hermano del anterior rey Eudes, fomenta una revuelta y sus partidarios lo eligen rey haciendo renunciar al trono a Carlos III el 29 de junio de 922.
Carlos rechaza la destitución y contraataca desde Lorena. El 15 de junio de 923, durante la batalla de Soissons, muere Roberto I, pero su hijo Hugo el Grande, arenga a sus soldados mostrando el cadáver de su padre y finalmente Carlos es derrotado.
Los grandes señores feudales ya no le reconocen como rey y prefieren a Raúl de Borgoña. Carlos III se convierte entonces en un rey sin corona y va a buscar refugio a casa de su vasallo Herberto II de Vermandois, quien le hace prisionero (su hermana era la esposa de Roberto I) encerrándole en una torre del Castillo de Péronne (Somme) donde finalmente morirá en 929 tras seis años de cautiverio.

## Un heredero desposeido
El calificativo de «simplex» asociado a Carlos —que se convirtió en «simple» en francés antiguo— apareció a finales del siglo X; se encuentra por primera vez en las crónicas de Richer de Reims y significa «honesto, sincero, franco, gentil, puro, cordial». Fue sólo después «por una falsa interpretación de la palabra» que los cronistas la usaron en el sentido de «sot» (tonto) o de «simplet» (simple). La variedad de denominaciones entre los autores de los siglos XI, XII y XIII se explica por la intensa propaganda de los descendientes de los señores de los principados denunciando a los soberanos carolingios: «stultus» (estúpido, loco), «hebes» («qui manque de pénétration, d'acuité, de finesse» [falta de penetración, agudeza, delicadeza]), «follus» («fou» (loco), «minor» («le petit» (el pequeño).), «insipiens» («déraisonnable»(irrazonable))
Hijo póstumo de Luis II el Tartamudo, muerto en Compiègne el 10 de abril de 879, y de Adelaida de París, hermana de Wilfrid, abad de Flavigny, Carlos nació el 17 de septiembre de 879. En primeras nupcias, Luis II se había casado con Ansgarda, quien le dio dos hijos, Luis III y Carlomán II. Pero Luis había contraidoo esta unión sin el consentimiento de su padre Carlos II, que le obligó a casarse con un mejor partido, Adelaida; de hecho, el rey Carlos II rompió su primera unión. Esta situación llevó a discusiones sobre la validez de esos dos matrimonios por parte de los contemporáneos y permitió a los opositores legales de la dinastía cuestionar la legitimidad de los descendientes de Luis II.
Según Richer, fue Fulquerio el Venerable, arzobispo de Reims, quien se encargó de criar a Carlos desde su más tierna infancia. Según una crónica del siglo XIII, fue confiado, como Luis y Carlomán, al cuidado de Hugo el abad.
Demasiado joven para reinar, fue excluido del poder tras la muerte de su medio hermano Carlomán II. Los grandes del reino, encabezados por Hugo el abad, eligieron entonces a Carlos III el Gordo, emperador titular de Occidente, para asegurar la regencia del joven Carlos durante su minoría de edad. Después de la deposición de Carlos III el Gordo en 887, Carlos, que sólo tenía ocho años, era todavía demasiado joven para ascender al trono. Los nobles eligieron entonces como rey de Francia al poderoso marqués de Neustria, Eudes, conde de París que, como digno hijo de Roberto el Fuerte, había defendido París contra los normandos durante el invierno de 885-886. (ver: Sitio de París (885-886).)
Carlos es mencionado por primera vez en junio de 889. Estaba entonces con el conde Ranulfo II de Poitiers, duque de Aquitania. Habiendo Eudes avanzado hacia él con un pequeño ejército para obtener su sumisión, Ramnulfo se presentó en Orleans con Carlos, que entonces tenía diez años. Los dos hombres negociaron, y Ramnulf promete no atacar a Eudes y le hizo un vago juramento de lealtad.

## La lucha por el trono
Monarca contestado tras fracasos estrepitosos, Eudes buscaba evitar complots. Vio surgir una conspiración pacífica que involucraba al arzobispo Foulques, gran defensor de la dinastía carolingia, a Ricardo II de Borgoña, Guillermo I de Aquitania, Adémar de Angulema y Pépin de Senlis, hermano de Herberto II de Vermandois. Los conjurados ahuyentan a Eudes y lo persuadiaron, durante un alegato celebrado en Verberie en septiembre de 892, para pasar el invierno en Aquitania, con el fin de luchar contra una revuelta encabezada por los hermanos de Ramnulf. Carlos logró así ser coronado rey el domingo 28 de enero de 893 en la abadía de Saint-Remi de Reims por Fulquerio, asistido por los obispos de Laon, Châlons y Thérouanne, en presencia de un gran número de señores de los países entre el Sena y el Mosa. Fue la primera vez que el arzobispo celebró la consagración del rey de Francia en su ciudad de Reims En octubre de 816, Luis el Piadoso había recibido la coronación imperial, pero la ceremonia había sido celebrada por el papa Esteban IV. llegado especialmente a Reims. Consagrado en Compiègne por el arzobispo Gautier de Sens, Eudes había sido coronado por segunda vez en Reims el 13 de noviembre de 888.
Eudes reaccionó a esa sedición. Luego se produjo una lucha por el poder entre los dos reyes, durante la cual Eudes destruyó el castillo de Épernay y puso sitio a Reims. Los partidarios de Carlos lo obligaron a levantar el sitio en septiembre. Pero esa lucha, sin el apoyo de los grandes, sólo oponía a los dos partidos reales. Después de varios parlamentos se concluyó una tregua, hasta el día de Pascua del año siguiente (31 de marzo de 894). Durante esa tregua, Fulquerio intentó obtener el apoyo del papa Formoso y del emperador, en vano.

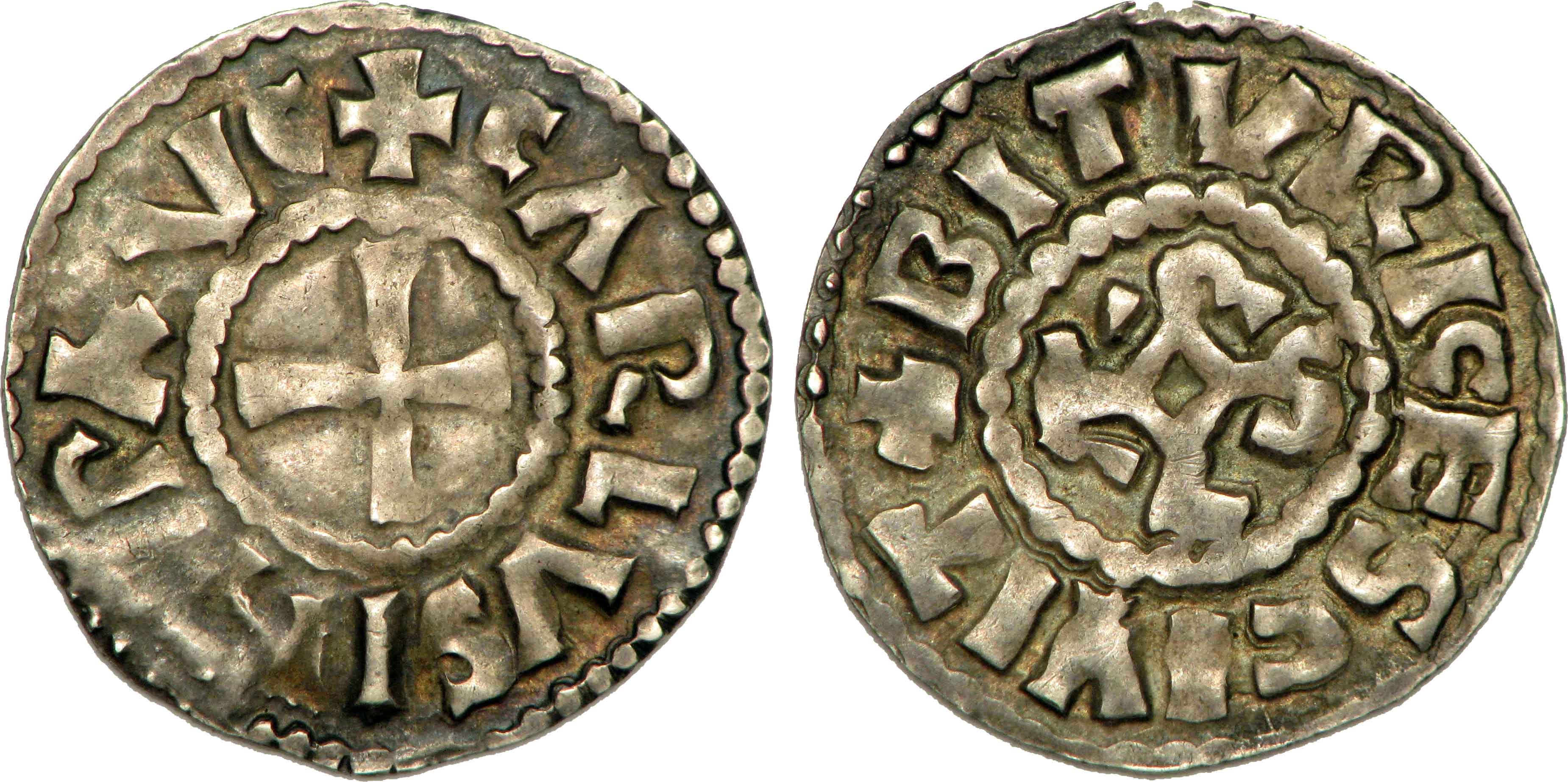
Denario bajo Carlos III el Simple

Al final de la tregua, Eudes sitió Reims y obligó a Carlos a escapar en secreto. Carlos llegó a Germania y fue a Worms, donde Arnulfo de Carintia sostiene un pleito: el joven príncipe carolingio obtiene el envío oficial de tropas para ayudarlo a luchar contra su rival robertino. Sin embargo, los jefes del ejército de socorro, con el pretexto de la amistad que los unía a Eudes y que había unido a sus padres a Roberto el Fuerte, duque de los francos y de las costas de Francia, abandonaron a Carlos en el camino. Carlos se refugió entonces en Borgoña, con Ricardo. Haciéndose pasar por un mediador, Arnulfo citó a los dos rivales en Worms. Eudes fue allí y fue reconocido por el Emperador. A su regreso, derrotó a la embajada de Carlos, dirigida por Fulquerio. El partido de Carlos se acercó entonces a su primo tercero Zuentiboldo, hijo de Arnulfo, quien accedió a enviarle socorro, pero Zuentiboldo lo traicionó, apartando a varios señores de su causa e intentando sin éxito conquistar una parte del reino de Eudes.
A partir de la tregua de 894, el único medio de poner fin a esa guerra estéril bajo la mirada de los grandes fue una negociación. El reconocimiento de los derechos de Eudes por parte de Arnulfo justificaba una solución negociada por representantes de ambas partes. Hervé, en representación de Eudes, dirigió la negociación en 896 bajo el arbitraje ambivalente de Fulquerio. En 897, Carlos y Eudes hicieron el trato. Según el analista de Saint-Vaast, se decidió entonces una división del reino, además de la promesa de sucesión al trono a la muerte de Eudes, que entró en vigor el 3 de enero de 898. Por su parte, Carlos se comprometió a confirmar a Roberto, el hermano de Eudes, en su mando neustrio, en manos del linaje robertino desde 886.
En su lecho de muerte, el 3 de enero de 898, Eudes, fiel a su compromiso, designó a Carlos como su sucesor. Carlos III recibió luego el homenaje de los grandes del reino reunidos y concedió a Robert la libre disposición de los condados de Neustria, además de su marquesado de Bretaña y varios condados entre el Sena y el Loira. Mientras que Neustria, término ya caduco, no se menciona más en los archivos, la subida al trono de Carlos III fue la ocasión del nacimiento público de un principado militar, atribuido a los robertinos.

## Rey de los francos occidentales

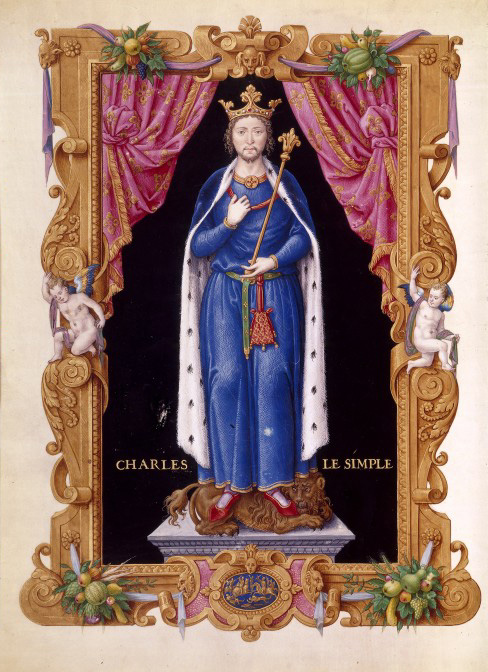
Retrato de Carlos III el Simple que aparece en el Recueil des rois de France de Jean du Tillet (Biblioteca nacional de Franciae), hacia 1550, realizado a partir de la estatua de la colegiata de Saint-Fursy de Péronne.

Con este reconocimiento de su dignidad, el rey Carlos puso fin a una juventud convulsa. Pero debía establecer su reputación y dar prueba de su eficacia como rey.
En 898, Lotaringia se rebeló contra Zuentiboldo bajo el liderazgo del conde Régnier. Carlos el Simple intentó entonces conquistar el reino querido por sus antepasados. Los obispos lotaringios intervinieron y restablecen la paz entre los primos en discordia.

### Los normandos

El reino de Carlos III el Simple en 898 (en rojo)

El reino de Carlos III el Simple en 915 (en rojo)

Los territorios realmente controlados, directamente o indirectamente, por los reyes de los francos occidentales, al inicio del.

El 28 de diciembre de 898, con un pequeño número de soldados, Carlos batió a una banda de normandos en el Vimeu que regresan a su campamento, cargados con el botín. Pero la situación a menudo escapa al control soberano. La zona de obediencia del rex francorum se limitaba a una fracción de Francia entre el Sena y el río Mosa.
El difícil aprendizaje de la función real explica su tardío matrimonio oficial en Laon, una de sus ciudades favoritas. Se casó el 16 de abril de 907, con Frederuna (Frérone), hija del conde lotaringio Thierry II de Ringelheim y de Rhinghildim de Frisia, coronada el 18 de abril en Saint-Remi de Reims por Hervé, arzobispo de Reims. Constituyó para ella, el 19 de abril en el palacio de Attigny, una dote que comprendía la oficina de impuestos de Corbeny y el palacio de Ponthion, con todas sus dependencias.
En 911, los vikingos sitiaron París y Chartres. Después de una victoria cerca de Chartres el 28 de agosto, Carlos decidió negociar con el líder normando Rollón. Las conversaciones dirigidas por el arzobispo de Reims Hervé condujeron al Tratado de Saint-Clair-sur-Epte. Carlos otorgó a Rollón y a sus hombres de guerra la tierra entre el Epte y el mar «en alleu et en bien fonds». También concedió —después de que Rollón rechazara por convención Flandes— Bretaña «pour qu'il puisse en vivre», mientras que de ninguna manera fue soberano de Bretaña.
Esta decisión provocará una oleada de normandos sobre Bretaña y a una catástrofe nacional para los bretones. Sus élites religiosas y nobiliarias huirán y habrá que esperar más de 25 años para que el nieto del último rey de Bretaña, Alain II Al Louarn, libere su país en 939. Un juramento tomado por unanimidad por el rey, los obispos, los condes y los abades del reino garantizaron a Rollón, así como a sus herederos y sucesores, la posesión de las tierras alrededor del Bajo Sena. A cambio, el comes Rollón aseguraba al rey su lealtad, lo que implicaba asistencia militar para la protección del reino. Rollón le confiesa entonces su buena amistad, basada en una alianza cristiana y matrimonial, debiendo Rollón ser bautizado y casarse con Gisela, una hija de Carlos de un romance accesorio e ilegítimo. Este territorio correspondiente a la actual Alta Normandía, con Rouen, que se extenderá hacia el oeste al hilo de las conquistas más allá de la desembocadura del Sena para formar el ducado de Normandía. El tratado de Saint-Clair-sur-Epte puso fin magistralmente a las incursiones vikingas por el Sena.

### La Lotaringia
A la muerte del rey Luis el Niño (21 de noviembre de 911), Lotaringia bajo el liderazgo de su primer dignatario margrave, el anciano conde Régnier au Long Col († 915 ), y del segundo dignatario, el conde palatino Wigéric, aliado de los condes rebeldes Gérard y Matfrid, rechazó obstinadamente al sucesor conradiano de Gebhard al ducado de Lotaringia, Conrado. Se entrega a Carlos el Simple, quien aceptó con asombro la oferta de elección real de los dos primeros dignatarios. A partir de ahora, Carlos dirigió su acción hacia el este. El soberano carolingio invirtió su vigor en esa rica tierra, cuna de sus antepasados dinásticos. En los años 911-912, tras la reconquista de Lotaringia, Carlos III otorgó un lugar privilegiado al título de «rex Francorum» , que predominó entre sus sucesores en las actas del siglo X, y reforzó la identificación entre Francia, reino de los francos y Francia occidental. A partir del año 911, los reyes del reino occidental resultantes del Tratado de Verdún en 843, comprendían la mayor parte de la Galia y concentraban la mayor parte de los lugares simbólicos del reino de Clodoveo, como Reims o París, reclamaban continuamente la calidad de rey de los francos, incluidos los robertinos, mientras que entre los reyes del este, a veces llamados reyes de los germanos, esta reivindicación fue episódica y desapareció a partir del siglo XI. Los actas archivadas indican que residió allí casi todos los años durante largos períodos, excepto en 914 y 918, años sabáticos.
Desde su acceso al trono de Lotaringia, Carlos confió en los padres de su esposa Frederuna, miembro de una poderosa familia de Lotaringia, y les concedió honores para contrarrestar a los príncipes de Francia Occidental: su sobrino Ernust, su hermano Bovon (Bovo, Beuves), obispo de Châlons y especialmente su primo Haganon, igualmente pariente de Gérard de Brogne. Desde 914, su notario-canciller siguió siendo un lotaringio, Gauzelin de Toul desde 914 hasa 919, luego Haganon.
Rodeado de cortesanos y de ministros lotaringios, sueña con el poder soberano ancestral. Pero rápidamente se peleó con los herederos de los dos principales dignatarios que buscaban consolidar el poder de sus principados territoriales en rápido crecimiento. El turbulento princeps Giselberto actuaba con total impunidad, sabiendo que estaba protegido por su amistad con el rey sajón, Enrique el Pajarero.

### El imperio
Carlos entiende que las negaciones de lotaringios y robertinos frente a su poder real tienen su origen en el este, tanto entre los franconios y los suabos como entre los sajones y los bávaros. Para acercarse a los soberanos sajones, se casó el 10 de febrero de 919 con Edgiva de Wessex.
Luego trata de hacer valer sus derechos sobre el Imperio, primero de forma diplomática y luego guerrera. Fue derrotado en Pfeddersheim, en el país de Worms, en 920 por el rey Enrique el Pajarero de Germania. El subsiguiente levantamiento aristocrático se vuelve trágico para el rey Carlos. Pero Hervé, arzobispo de Reims, levanta la prohibición, convoca a los fieles aliados reales y acude en su ayuda. Los sajones, testigos del rescate in extremis, quedan impresionados.
Restablecido en su autoridad, Carlos puede sustituir al obispo electo de Lieja, Hilduin, hostil, por Richer, abad de Prüm, su partidario. El 7 de noviembre de 921, por el Tratado de Bonn, los dos soberanos se reconocieron mutuamente.

## La deposición

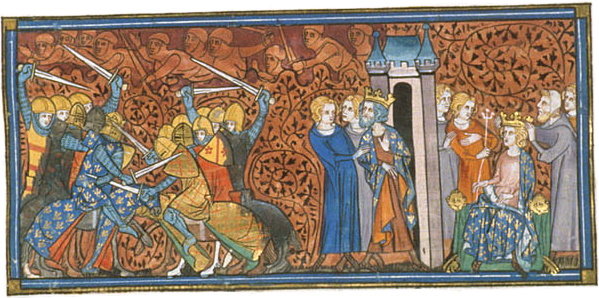
Decoración de Carlos III

### La revuelta de los grandes
Carlos, impotente frente a las dinastías principescas que se estaban formando, se vio obligado a imponer una lucha constante a sus seguidores. El duque de Lotaringia Gilberto o Giselberto, el duque de Borgoña Raul y, sobre todo, el duque de los francos Roberto, hermano del anterior rey Eudes, estaban todos en condiciones de desafiar su autoridad. Celosos del todopoderoso consejero Haganón, a quien acusaban de «être né de parents obscurs» (nacer de padres oscuros), es decir que no era de la aristocracia, descontentos con las frecuentes estancias del rey en Lotaringia, los grandes fomentaron una revuelta, encabezada por el duque Roberto. La sublevación militar de los condes de Francia y de la Francia robertina estalló en 922, cuando Carlos retiró a su tía Rotilde, hija de Carlos II el Calvo y suegra de Hugo el Grande, la abadía de Chelles para dársela a su ministro favorito, Haganon. Situada en el corazón de los dominios patrimoniales de Roberto, escapaba así a su dependencia y constituía un punto de observación y combate para «un ennemi haï et méprisé» (un enemigo odiado y despreciado)
Después de las incursiones de ambos lados en el Rémois, el Laonnais y el Soissonnais, Carlos vio su ejército dispersado en Laon y tuvo que refugiarse en Lotaringia. Aprovechando su ausencia, los insurgentes proclamaron su caída. La asamblea improvisada de los rebeldes eligió al rey Roberto I el 29 de junio de 922, y, sin detenerse ante el silencio del anciano arzobispo Hervé, moribundo, organizó su consagración al día siguiente, el 30 de junio, en Reims, oficiada por Gautier, arzobispo de Sens.
Después de su consagración, Roberto llevó la guerra a Lotaringia. Su hijo Hugo el Grande marchó sobre el château de Chèvremont, fortaleza de su aliado Giselberto de Lotaringia, que Carlos estaba sitiando, y lo obligó a levantar el sitio. Después de pactar con Enrique I el Pajarero a orillas del río Roer a principios de 923, Roberto firmó una tregua con una fracción de los lorenos que duraría hasta octubre y regresó a Francia occidental.
Aprovechando este respiro, Carlos rápidamente reunió nuevos reclutas y, cruzando el Mosa, marchó sobre Attigny y, desde allí, contra Roberto, instalándose en Soissons.
Llegado al río Aisne el 14 de junio, Carlos libró batalla al día siguiente, al final del día. La batalla de Soissons no puso fin al conflicto. En la primera fase, Roberto murió en una carga y un gran número de robertinos fueron acorralados en una defensa terrestre. El hijo de Roberto, Hugo el Grande, galvanizó a sus soldados mostrando el cadáver de su padre. Los robertinos se prepararon para librar la batalla de la última hora cuando la inesperada llegada de los jefes de los condados entre el Sena y Flandes, encabezados por Herberto, el cuñado de Roberto, invirtió el rumbo de la batalla. El resurgimiento de esta segunda fase obligó a los lotaringios a una cautelosa retirada. Los robertinos aclamaron en el campo de batalla al duque Raul de Borgoña, otro yerno del difunto rey, como rey y campeón de guerra. Carlos perdió la batalla a bajo costo, incluso aunque Richer y Folcuin lo declararon ganador, seguidos en esto por varios autores posteriores.
Carlos apeló luego a Rollón y a sus normandos, así como a aquellos asentados en las orillas del Loira, comandados por Ragnold. Haciendo su unión bajo las órdenes de este último, los vikingos avanzaron hasta las orillas del Oise para ayudarlo. Sin embargo, Raul fue a su encuentro hacia ese río con los señores de Francia, bloqueando su camino. Carlos debió huir de nuevo a Lotaringia. Karl Ferdinand Werner presenta este llamamiento a los normandos, antiguos invasores contra los que la aristocracia franca luchaba desde hace varias décadas, como una torpeza de Carlos, que le alejó de sus últimos partidarios.
Aprovechándose de su retiro, algunos de los grandes de Francia occidental eligieron a Raul de Borgoña, coronado rey en Saint-Médard en Soissons el domingo. 13 de julio de 923 por Gautier, arzobispo de Sens.

### El cautiverio
Ansioso por protegerse de los monarcas y de labrarse un principado entre el Sena y Flandes, Herberto II de Vermandois atrajo al rey Carlos con una pequeña tropa a una emboscada: afirmó que, separado a pesar de su buena fe del partido carolingio, quería tener la oportunidad de enmendar sus errores. Carlos fue hecho así prisionero el 17 de julio de 923 Separado de sus compañeros, fue encarcelado en el castellum Theodorici (Château-Thierry) durante cuatro años. Tras el incendio de la torre donde estaba prisionero, fue trasladado al castillo de Péronne (Somme).
Su segunda esposa, la reina Edgiva de Wessex (u Odgive), hija del rey Eduardo el Viejo de Inglaterra, huyó para buscar refugio en Inglaterra con su hijo, el futuro Luis IV.
El rey Carlos, instrumentalizado por Herberto en busca del principado, pudo ver de nuevo el mundo libre. En 927, Herberto II sacó a Carlos de su prisión a pesar de la prohibición de Raul y lo instaló en su capital, Saint-Quentin, algún tiempo después del concilio que había convocado en Trosly. Herberto declaró voluntariamente que lo reconocía como rey nuevamente. Luego lo llevó a Eu para negociar una alianza con Rollón, que se mantuvo fiel al soberano carolingio, contra Raul.
Después de liderar una expedición al norte de Francia al frente de un ejército de Borgoña, el rey Raul finalmente llegó a un acuerdo con Herberto, a quien dejó Laon, así como el Viennois para su hijo Eudes. Luego se reunió en Reims con Carlos, a quien concedió el fisco real de Attigny y quizás el de Ponthion. Pero Carlos, sin embargo, permaneció bajo el cuidado de Herberto. Ahora inútil, solo sobrevivió dos años. Murió el 7 de octubre de 929 en Péronne después de seis años de cautiverio.
Algunos autores han asumido que murió de hambre, otros que habría sido envenenado por Herberto II de Vermandois, en particular Walter Scott en su novela Quentin Durward.

## Posteridad

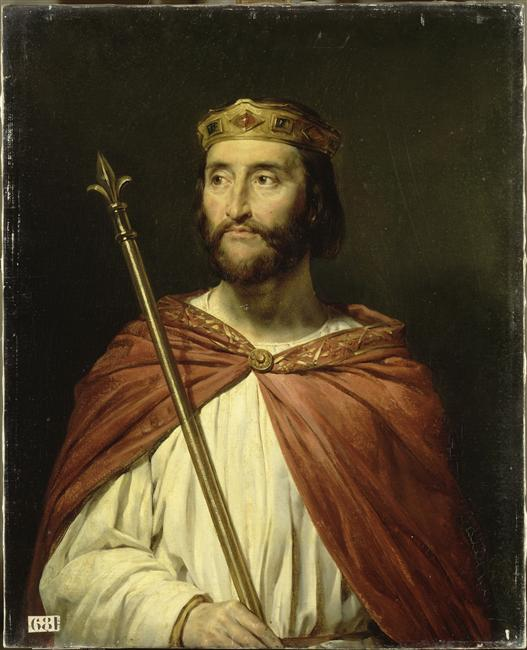
Charles III, dit le simple, roi de France en 896 (879-929) pintado por Georges Rouget (1783-1869). Pintura adquirida en 1838 y conservada en el musée national du Château et des Trianons de Versailles.

Sus restos están enterrados en medio del coro de la iglesia de Saint-Fursy en Péronne, donde tiene el epitafio: «Hic jacet Carolus Pius Francorum Rex, cuius animàm absoluat omnipotens et misericors Deus. Amen», [Aquí yace Carlos, Piadoso rey de los francos; cuya alma absuelva el Señor todopoderoso y misericordioso, amén]. Posteriormente, durante la reconstrucción del coro, el monumento fue trasladado detrás del altar mayor, con una piedra en forma de diamante que lleva la inscripción: «Ici gist Charles III, roy de France, décédé au chasteau de Péronne, le 7 octobre 929» [Aquí yace Carlos III, rey de Francia, muerto en el castillo de Péronne, el 7 de octubre de 929]. La iglesia fue destruida durante la Revolución francesa, y la tumba desapareció, así como los restos del rey.
Después de su destitución, los señores del sur del Loira se negaron a reconocer la realeza de Raul y continuaron datando sus hechos desde el reinado de Carlos hasta su muerte, particularmente en el Languedoc, el Rosellón y el Poitou. Después de 929, Raul fue generalmente reconocido, aunque varios actos continúan datandose desde los años de la muerte de Carlos o desde los años del «avènement» (advenimiento) de su hijo Luis IV de Ultramar.
El Enrique III, conde de Nassau voló la gran torre de Péronne, donde estuvieron encarcelados Carlos III el Simple y Luis XI, durante el asedio de la ciudad por las tropas imperiales en septiembre de 1536.

## Reconocimientos
Un vitral le rinde homenaje en la iglesia de Saint-Nicolas-en-Cité de Arras: «Étienne évêque d'Arras est investi par le roi Charles III de la justice seigneuriale sur la cité, 920» [Esteban obispo de Arras es investido por el rey Carlos III de justicia señorial sobre la ciudad, 920].

## Familia

### Matrimonios y descendencia
Carlos se casó en primer lugar, el 16 de abril de 907, con Frederuna, posiblementehija de Thierry (Théodoric) , conde de Hamalandia. Tuvieron seis hijas:
- Ermentruda[4]
- Frederuna[4]
- Adelaida[4]
- Gisela, esposa de Rollón[58] (existencia dudosa)
- Rotruda[4]
- Hildegarda[4]

Carlos se casó una segunda vez, el 10 de febrero de 919, con Edgiva de Wessex. Tuvieron un hijo:
- Luis IV de Francia (10 de septiembre de 920–10 de septiembre de 954), quien con el tiempo sería el sucesor del trono de Francia Occidental en 936[4]

Carlos también tuvo varios hijos fuera del matrimonio:
- Arnulfo[4]
- Drogón[4]
- Rorice († 976), obispo de Laon[4]
- Alpais, que se casó con Erlebold, conde de Lommegau[4]

### Ancestros
| \| \| \| \| \| \| \| \| \| \| \| \| \| \| \| \| \| \| \| \| Carlomagno \| \| \| \| \| \| \| \| \| \| \| \| \| \| \| \| \| \| \| \| \| \| \| \| \| \| \| \| \| \| \| \| \| \| \| \| \| \| \| \| \| \| \| \| \| \| \| \| \| \| \| \| \| \| Ludovico Pio \| \| \| \| \| \| \| \| \| \| \| \| \| \| \| \| \| \| \| \| \| \| \| \| \| \| \| \| \| \| \| \| \| \| \| \| \| \| \| \| \| \| \| \| \| \| \| \| \| \| \| \| \| \| Hildegarda \| \| \| \| \| \| \| \| \| \| \| \| \| \| \| \| \| \| \| \| \| \| \| \| \| \| \| \| \| \| \| \| \| \| \| \| \| \| \| \| \| \| \| \| \| \| \| \| \| \| \| \| \| \| Carlos el Calvo \| \| \| \| \| \| \| \| \| \| \| \| \| \| \| \| \| \| \| \| \| \| \| \| \| \| \| \| \| \| \| \| \| \| \| \| \| \| \| \| \| \| \| \| \| \| \| \| \| \| \| \| \| \| Güelfo \| \| \| \| \| \| \| \| \| \| \| \| \| \| \| \| \| \| \| \| \| \| \| \| \| \| \| \| \| \| \| \| \| \| \| \| \| \| \| \| \| \| \| \| \| \| \| \| \| \| \| \| \| \| Judith de Baviera \| \| \| \| \| \| \| \| \| \| \| \| \| \| \| \| \| \| \| \| \| \| \| \| \| \| \| \| \| \| \| \| \| \| \| \| \| \| \| \| \| \| \| \| \| \| \| \| \| \| \| \| \| \| Eduviges, duquesa de Baviera \| \| \| \| \| \| \| \| \| \| \| \| \| \| \| \| \| \| \| \| \| \| \| \| \| \| \| \| \| \| \| \| \| \| \| \| \| \| \| \| \| \| \| \| \| \| \| \| \| \| \| \| \| \| Luis II el Tartamudo \| \| \| \| \| \| \| \| \| \| \| \| \| \| \| \| \| \| \| \| \| \| \| \| \| \| \| \| \| \| \| \| \| \| \| \| \| \| \| \| \| \| \| \| \| \| \| \| \| \| \| \| \| \| Adrián, conde de Orléans \| \| \| \| \| \| \| \| \| \| \| \| \| \| \| \| \| \| \| \| \| \| \| \| \| \| \| \| \| \| \| \| \| \| \| \| \| \| \| \| \| \| \| \| \| \| \| \| \| \| \| \| \| \| Odón I de Orléans \| \| \| \| \| \| \| \| \| \| \| \| \| \| \| \| \| \| \| \| \| \| \| \| \| \| \| \| \| \| \| \| \| \| \| \| \| \| \| \| \| \| \| \| \| \| \| \| \| \| \| \| \| \| Waldrada de Orléans \| \| \| \| \| \| \| \| \| \| \| \| \| \| \| \| \| \| \| \| \| \| \| \| \| \| \| \| \| \| \| \| \| \| \| \| \| \| \| \| \| \| \| \| \| \| \| \| \| \| \| \| \| \| Ermentrudis de Orleans \| \| \| \| \| \| \| \| \| \| \| \| \| \| \| \| \| \| \| \| \| \| \| \| \| \| \| \| \| \| \| \| \| \| \| \| \| \| \| \| \| \| \| \| \| \| \| \| \| \| \| \| \| \| Leotardo II de París \| \| \| \| \| \| \| \| \| \| \| \| \| \| \| \| \| \| \| \| \| \| \| \| \| \| \| \| \| \| \| \| \| \| \| \| \| \| \| \| \| \| \| \| \| \| \| \| \| \| \| \| \| \| Engeltrude di Fézensac \| \| \| \| \| \| \| \| \| \| \| \| \| \| \| \| \| \| \| \| \| \| \| \| \| \| \| \| \| \| \| \| \| \| \| \| \| \| \| \| \| \| \| \| \| \| \| \| \| \| \| \| \| \| Grimilde \| \| \| \| \| \| \| \| \| \| \| \| \| \| \| \| \| \| \| \| \| \| \| \| \| \| \| \| \| \| \| \| \| \| \| \| \| \| \| \| \| \| \| \| \| \| \| \| \| \| \| \| \| \| Carlos III el Simple \| \| \| \| \| \| \| \| \| \| \| \| \| \| \| \| \| \| \| \| \| \| \| \| \| \| \| \| \| \| \| \| \| \| \| \| \| \| \| \| \| \| \| \| \| \| \| \| \| \| \| \| \| \| Wolfhard de Flavigny \| \| \| \| \| \| \| \| \| \| \| \| \| \| \| \| \| \| \| \| \| \| \| \| \| \| \| \| \| \| \| \| \| \| \| \| \| \| \| \| \| \| \| \| \| \| \| \| \| \| \| \| \| \| Adelardo de París \| \| \| \| \| \| \| \| \| \| \| \| \| \| \| \| \| \| \| \| \| \| \| \| \| \| \| \| \| \| \| \| \| \| \| \| \| \| \| \| \| \| \| \| \| \| \| \| \| \| \| \| \| \| Susana de París \| \| \| \| \| \| \| \| \| \| \| \| \| \| \| \| \| \| \| \| \| \| \| \| \| \| \| \| \| \| \| \| \| \| \| \| \| \| \| \| \| \| \| \| \| \| \| \| \| \| \| \| \| \| Adelaida de Friuli \| \| \| \| \| \| \| \| \| \| \| \| \| \| \| \| \| \| \| \| \| \| \| \| \| \| \| \| \| \| \| \| \| \| \| \| \| \| \| \| \| \| \| \| \| \| \| \| \| \| \| \| |                              |  |  |  |  |  |  |  |  |  |  |  |  |  |  |  |
| |                              |  |  |  |  |  |  |  |  |  |  |  |  |  |  |  |
| | Carlomagno                   |  |  |  |  |  |  |  |  |  |  |  |  |  |  |  |
| |                              |  |  |  |  |  |  |  |  |  |  |  |  |  |  |  |
| |                              |  |  |  |  |  |  |  |  |  |  |  |  |  |  |  |
| | Ludovico Pio                 |  |  |  |  |  |  |  |  |  |  |  |  |  |  |  |
| |                              |  |  |  |  |  |  |  |  |  |  |  |  |  |  |  |
| |                              |  |  |  |  |  |  |  |  |  |  |  |  |  |  |  |
| | Hildegarda                   |  |  |  |  |  |  |  |  |  |  |  |  |  |  |  |
| |                              |  |  |  |  |  |  |  |  |  |  |  |  |  |  |  |
| |                              |  |  |  |  |  |  |  |  |  |  |  |  |  |  |  |
| | Carlos el Calvo              |  |  |  |  |  |  |  |  |  |  |  |  |  |  |  |
| |                              |  |  |  |  |  |  |  |  |  |  |  |  |  |  |  |
| |                              |  |  |  |  |  |  |  |  |  |  |  |  |  |  |  |
| | Güelfo                       |  |  |  |  |  |  |  |  |  |  |  |  |  |  |  |
| |                              |  |  |  |  |  |  |  |  |  |  |  |  |  |  |  |
| |                              |  |  |  |  |  |  |  |  |  |  |  |  |  |  |  |
| | Judith de Baviera            |  |  |  |  |  |  |  |  |  |  |  |  |  |  |  |
| |                              |  |  |  |  |  |  |  |  |  |  |  |  |  |  |  |
| |                              |  |  |  |  |  |  |  |  |  |  |  |  |  |  |  |
| | Eduviges, duquesa de Baviera |  |  |  |  |  |  |  |  |  |  |  |  |  |  |  |
| |                              |  |  |  |  |  |  |  |  |  |  |  |  |  |  |  |
| |                              |  |  |  |  |  |  |  |  |  |  |  |  |  |  |  |
| | Luis II el Tartamudo         |  |  |  |  |  |  |  |  |  |  |  |  |  |  |  |
| |                              |  |  |  |  |  |  |  |  |  |  |  |  |  |  |  |
| |                              |  |  |  |  |  |  |  |  |  |  |  |  |  |  |  |
| | Adrián, conde de Orléans     |  |  |  |  |  |  |  |  |  |  |  |  |  |  |  |
| |                              |  |  |  |  |  |  |  |  |  |  |  |  |  |  |  |
| |                              |  |  |  |  |  |  |  |  |  |  |  |  |  |  |  |
| | Odón I de Orléans            |  |  |  |  |  |  |  |  |  |  |  |  |  |  |  |
| |                              |  |  |  |  |  |  |  |  |  |  |  |  |  |  |  |
| |                              |  |  |  |  |  |  |  |  |  |  |  |  |  |  |  |
| | Waldrada de Orléans          |  |  |  |  |  |  |  |  |  |  |  |  |  |  |  |
| |                              |  |  |  |  |  |  |  |  |  |  |  |  |  |  |  |
| |                              |  |  |  |  |  |  |  |  |  |  |  |  |  |  |  |
| | Ermentrudis de Orleans       |  |  |  |  |  |  |  |  |  |  |  |  |  |  |  |
| |                              |  |  |  |  |  |  |  |  |  |  |  |  |  |  |  |
| |                              |  |  |  |  |  |  |  |  |  |  |  |  |  |  |  |
| | Leotardo II de París         |  |  |  |  |  |  |  |  |  |  |  |  |  |  |  |
| |                              |  |  |  |  |  |  |  |  |  |  |  |  |  |  |  |
| |                              |  |  |  |  |  |  |  |  |  |  |  |  |  |  |  |
| | Engeltrude di Fézensac       |  |  |  |  |  |  |  |  |  |  |  |  |  |  |  |
| |                              |  |  |  |  |  |  |  |  |  |  |  |  |  |  |  |
| |                              |  |  |  |  |  |  |  |  |  |  |  |  |  |  |  |
| | Grimilde                     |  |  |  |  |  |  |  |  |  |  |  |  |  |  |  |
| |                              |  |  |  |  |  |  |  |  |  |  |  |  |  |  |  |
| |                              |  |  |  |  |  |  |  |  |  |  |  |  |  |  |  |
| | Carlos III el Simple         |  |  |  |  |  |  |  |  |  |  |  |  |  |  |  |
| |                              |  |  |  |  |  |  |  |  |  |  |  |  |  |  |  |
| |                              |  |  |  |  |  |  |  |  |  |  |  |  |  |  |  |
| | Wolfhard de Flavigny         |  |  |  |  |  |  |  |  |  |  |  |  |  |  |  |
| |                              |  |  |  |  |  |  |  |  |  |  |  |  |  |  |  |
| |                              |  |  |  |  |  |  |  |  |  |  |  |  |  |  |  |
| | Adelardo de París            |  |  |  |  |  |  |  |  |  |  |  |  |  |  |  |
| |                              |  |  |  |  |  |  |  |  |  |  |  |  |  |  |  |
| |                              |  |  |  |  |  |  |  |  |  |  |  |  |  |  |  |
| | Susana de París              |  |  |  |  |  |  |  |  |  |  |  |  |  |  |  |
| |                              |  |  |  |  |  |  |  |  |  |  |  |  |  |  |  |
| |                              |  |  |  |  |  |  |  |  |  |  |  |  |  |  |  |
| | Adelaida de Friuli           |  |  |  |  |  |  |  |  |  |  |  |  |  |  |  |
| |                              |  |  |  |  |  |  |  |  |  |  |  |  |  |  |  |
| |                              |  |  |  |  |  |  |  |  |  |  |  |  |  |  |  |

| Títulos reales              |                                   |                                     |
| Predecesor: Eudes           | Rey de Francia Occidental 898-922 | Sucedido por: Roberto I             |
| Predecesor: Luis IV el Niño | Rey de Lotaringia 911-923         | Sucedido por: Enrique I el Pajarero |